# Fanny Blankers-Koen
Francina "Fanny" Elsje Blankers-Koen (Baarn, 26 de abril de 1918 — Hoofddorp, 25 de janeiro de 2004) foi uma atleta e campeã olímpica holandesa, vencedora, aos 30 anos de idade, de quatro provas do atletismo nos Jogos Olímpicos de 1948 em Londres, sendo na ocasião, já mãe de dois filhos. Foi considerada a "Atleta Feminina do Século", pela Associação Internacional de Federações de Atletismo (IAAF). Em 2012, foi imortalizada no Hall da Fama do atletismo, criado no mesmo ano como parte das celebrações pelo centenário da IAAF.

## Biografia
Francina Elsje Koen, nome de solteira, nasceu em Lage Vuursche, cidade localizada no centro dos Países Baixos. Iniciou-se nos esportes praticando natação e apenas aos 17 anos começou a praticar o atletismo.
Um ano depois, seu treinador, Jan Blankers, a convenceu a integrar a equipe olímpica neerlandesa que participaria dos Jogos Olímpicos de Berlim em 1936. Blankers-Koen obteve dois quintos lugares, um no salto em altura e outro no 4x100 metros rasos. 

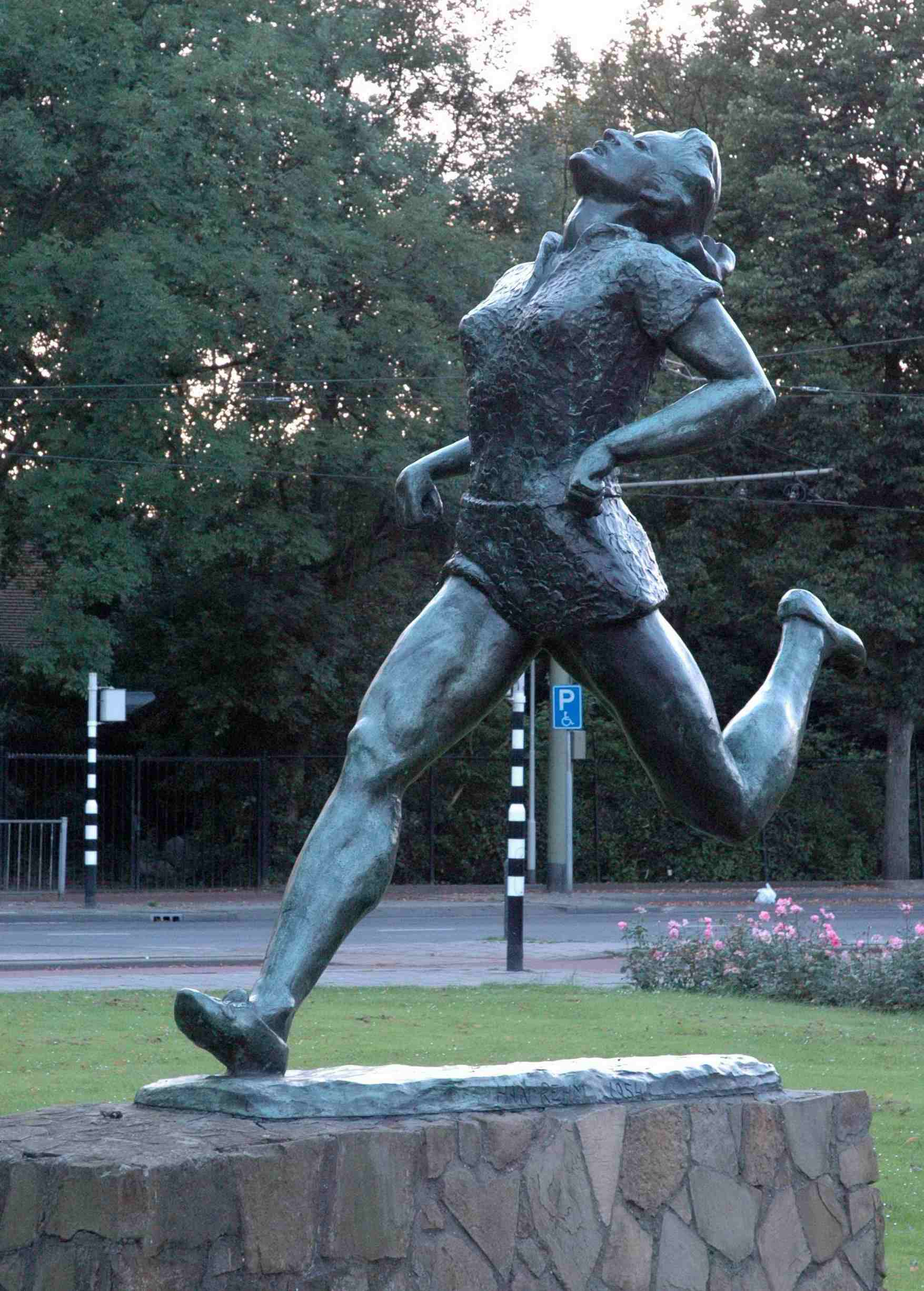
Estátua em Roterdã

Em 1938 conquistou seu primeiro resultado significativo ao levar a medalha de bronze nos 100 metros rasos do Campeonato Europeu de atletismo. Com o estouro da Segunda Guerra Mundial, os Jogos Olímpicos de 1940 e 1944 acabaram cancelados, mas Fanny continuou dedicando-se ao atletismo durante o período da guerra. Em 1946, poucas semanas após dar à luz sua segunda filha, ganhou o ouro nos 80 metros com obstáculos do Campeonato Europeu de Atletismo.
Mas seu feito mais notável ficou guardado para os Jogos de Londres, em 1948, quando ganhou suas quatro medalhas de ouro olímpicas nos 100 e 200 metros, nos 80 metros com obstáculos e no revezamento 4x100 metros rasos e se tornou o maior nome nos anais daqueles Jogos.
Durante sua vida esportiva, Fanny bateu vinte recorde mundiais em provas de velocidade, com obstáculos, nos saltos em altura e distância e no heptatlo.
Fanny Blankers-Koen morreu aos 85 anos em decorrência do mal de Alzheimer em sua casa em Hoofddorp, Holanda.